# ولیکی درنوک
ولیکی درنوک (به لاتین: Veliki Drenovac}} یک روستا در صربستان است که در شهرداری الکسیناک واقع شده‌است.

## خصوصیات
ولیکی درنوک ۴۸۳ نفر جمعیت دارد.